# Champion d'automne
Ne pas confondre avec le « bouclier d'automne », une compétition de rugby organisée en France dans les années 1970 et 1980.
Champion d'automne ou champion d'hiver est un titre honorifique décerné à l'équipe en tête d'un championnat après la première moitié de son déroulement, c'est-à-dire à l'issue des matchs aller.
Ce concept est médiatisé en France au football, comme au rugby, mais aussi en Suisse, en Allemagne et en Autriche (Herbstmeister), aux Pays-Bas (Herfstkampioen), en Italie (Campione d'inverno). 
L'expression vient du fait qu'une saison sportive en Europe se déroule généralement à cheval sur deux années civiles, et que la fin des matchs aller survient alors à la fin de l'automne. En Autriche, le champion d'automne se voit décerner un trophée officiel.

## Championnat de France de football
Une fois sur deux, le « champion d'automne » remporte en fin de saison la compétition. Le tableau récapitulatif des champions d'automne du championnat de France de football depuis 1975-1976 le confirme : les clubs champions d'automne surlignés en or ont été champions de France à l'issue de la saison.
Dans ce tableau, il faut distinguer les années où la victoire valait 2 points (jusqu'à la saison 1993-1994) et les années où la victoire vaut 3 points (depuis la saison 1994-1995). Au cours de la saison 1988-1989, la victoire valait 3 points, c'était une saison test.
Depuis la saison 2023-2024, le championnat n'est plus composé que de 18 équipes. Le "champion d'automne" est donc désigné au bout de la 17e journée et non plus de la 19e journée.
| Saison    | Champion d'automne (place finale) | Points | V  | N | D |
| --------- | --------------------------------- | ------ | -- | - | - |
| 2024-2025 | Paris Saint-Germain (1er)         | 43     | 13 | 4 | 0 |
| 2023-2024 | Paris Saint-Germain (1er)         | 40     | 12 | 4 | 1 |
| 2022-2023 | Paris Saint-Germain (1er)         | 47     | 15 | 2 | 1 |
| 2021-2022 | Paris Saint-Germain (1er)         | 46     | 14 | 4 | 1 |
| 2020-2021 | Olympique lyonnais (4e)           | 40     | 11 | 7 | 1 |
| 2019-2020 | Paris Saint-Germain (1er)         | 48     | 16 | 0 | 3 |
| 2018-2019 | Paris Saint-Germain (1er)         | 53     | 17 | 2 | 0 |
| 2017-2018 | Paris Saint-Germain (1er)         | 50     | 16 | 2 | 1 |
| 2016-2017 | OGC Nice (3e)                     | 44     | 13 | 5 | 1 |
| 2015-2016 | Paris Saint-Germain (1er)         | 51     | 16 | 3 | 0 |
| 2014-2015 | Olympique de Marseille (4e)       | 41     | 13 | 2 | 4 |
| 2013-2014 | Paris Saint-Germain (1er)         | 44     | 13 | 5 | 1 |
| 2012-2013 | Paris Saint-Germain (1er)         | 38     | 11 | 5 | 3 |
| 2011-2012 | Paris Saint-Germain (2e)          | 40     | 12 | 4 | 3 |
| 2010-2011 | Lille OSC (1er)                   | 35     | 9  | 7 | 2 |
| 2009-2010 | Girondins de Bordeaux (6e)        | 43     | 14 | 1 | 4 |
| 2008-2009 | Olympique lyonnais (3e)           | 38     | 11 | 5 | 3 |
| 2007-2008 | Olympique lyonnais (1er)          | 39     | 12 | 3 | 4 |
| 2006-2007 | Olympique lyonnais (1er)          | 50     | 16 | 2 | 1 |
| 2005-2006 | Olympique lyonnais (1er)          | 44     | 13 | 5 | 1 |
| 2004-2005 | Olympique lyonnais (1er)          | 39     | 10 | 9 | 0 |
| 2003-2004 | AS Monaco (3e)                    | 43     | 13 | 4 | 2 |
| 2002-2003 | Olympique de Marseille (3e)       | 34     | 10 | 4 | 5 |
| 2001-2002 | RC Lens (2e)                      | 35     | 10 | 5 | 2 |
| 2000-2001 | Girondins de Bordeaux (4e)        | 30     | 8  | 6 | 3 |
| 1999-2000 | AS Monaco (1er)                   | 36     | 11 | 3 | 3 |
| 1998-1999 | Girondins de Bordeaux (1er)       | 38     | 12 | 2 | 3 |
| 1997-1998 | FC Metz (2e)                      | 34     | 10 | 4 | 3 |
| 1996-1997 | Paris Saint-Germain (2e)          | 39     | 11 | 6 | 2 |
| 1995-1996 | Paris Saint-Germain (2e)          | 41     | 12 | 5 | 2 |
| 1994-1995 | FC Nantes (1er)                   | 41     | 11 | 8 | 0 |
| 1993-1994 | Paris Saint-Germain (1er)         | 29     | 12 | 5 | 2 |
| 1992-1993 | AJ Auxerre (6e)                   | 26     | 11 | 4 | 4 |
| 1991-1992 | Olympique de Marseille (1er)      | 29     | 11 | 7 | 1 |
| 1990-1991 | Olympique de Marseille (1er)      | 28     | 13 | 2 | 4 |
| 1989-1990 | Girondins de Bordeaux (2e)        | 30     | 13 | 4 | 2 |
| 1988-1989 | Paris Saint-Germain (2e)          | 40     | 12 | 4 | 3 |
| 1987-1988 | AS Monaco (1er)                   | 28     | 12 | 4 | 3 |
| 1986-1987 | Olympique de Marseille (2e)       | 27     | 10 | 7 | 2 |
| 1985-1986 | Paris Saint-Germain (1er)         | 33     | 14 | 5 | 0 |
| 1984-1985 | FC Nantes (2e)                    | 31     | 14 | 3 | 2 |
| 1983-1984 | Girondins de Bordeaux (1er)       | 28     | 12 | 4 | 3 |
| 1982-1983 | FC Nantes (1er)                   | 30     | 13 | 4 | 2 |
| 1981-1982 | AS Saint-Étienne (2e)             | 29     | 12 | 5 | 2 |
| 1980-1981 | FC Nantes (2e)                    | 28     | 12 | 4 | 3 |
| 1979-1980 | AS Monaco (4e)                    | 29     | 13 | 3 | 3 |
| 1978-1979 | RC Strasbourg (1er)               | 29     | 11 | 7 | 1 |
| 1977-1978 | Olympique de Marseille (4e)       | 27     | 12 | 3 | 4 |
| 1976-1977 | FC Nantes (1er)                   | 26     | 11 | 4 | 4 |
| 1975-1976 | AS Saint-Étienne (1er)            | 27     | 10 | 7 | 2 |

## Championnat de France de football de deuxième division
Dans ce tableau, il faut distinguer les années où la victoire valait 2 points (jusqu'à la saison 1993-1994) et les années où la victoire vaut 3 points (depuis la saison 1994-1995). Au cours de la saison 1988-1989, la victoire valait 3 points, c'était une saison test.
Depuis la saison 2024-2025, le championnat n'est plus composé que de 18 équipes. Le "champion d'automne" est donc désigné au bout de la 17e journée et non plus de la 19e journée.
| Saison    | Champion d'automne (place finale) | Points | V  | N | D |
| --------- | --------------------------------- | ------ | -- | - | - |
| 2024-2025 | FC Lorient (saison en cours)      | 33     | 10 | 3 | 4 |
| 2023-2024 | Angers SCO (2e)                   | 40     | 12 | 4 | 3 |
| 2022-2023 | Le Havre AC (1er)                 | 42     | 12 | 6 | 1 |
| 2021-2022 | AC Ajaccio (2e)                   | 38     | 11 | 5 | 3 |
| 2020-2021 | ESTAC Troyes (1er)                | 38     | 11 | 5 | 3 |
| 2019-2020 | RC Lens (2e)                      | 40     | 12 | 4 | 3 |
| 2018-2019 | FC Metz (1er)                     | 44     | 14 | 2 | 3 |
| 2017-2018 | Stade de Reims (1er)              | 44     | 14 | 2 | 3 |
| 2016-2017 | Stade brestois 29 (5e)            | 35     | 10 | 5 | 4 |
| 2015-2016 | AS Nancy-Lorraine (1er)           | 39     | 11 | 6 | 2 |
| 2014-2015 | ESTAC Troyes (1er)                | 39     | 12 | 3 | 4 |
| 2013-2014 | FC Metz (1er)                     | 40     | 12 | 4 | 3 |
| 2012-2013 | FC Nantes (3e)                    | 37     | 10 | 7 | 2 |
| 2011-2012 | Clermont Foot 63 (5e)             | 37     | 11 | 4 | 4 |
| 2010-2011 | CS Sedan-Ardennes (5e)            | 32     | 8  | 8 | 3 |
| 2009-2010 | SM Caen (1er)                     | 41     | 12 | 5 | 2 |
| 2008-2009 | RC Lens (1er)                     | 37     | 12 | 1 | 6 |
| 2007-2008 | Le Havre AC (1er)                 | 39     | 11 | 6 | 2 |
| 2006-2007 | FC Metz (1er)                     | 46     | 14 | 4 | 1 |
| 2005-2006 | CS Sedan-Ardennes (2e)            | 35     | 9  | 8 | 2 |
| 2004-2005 | AS Nancy-Lorraine (1er)           | 39     | 12 | 3 | 4 |
| 2003-2004 | Istres FC (3e)                    | 40     | 12 | 4 | 3 |
| 2002-2003 | Le Mans FC (2e)                   | 38     | 11 | 5 | 3 |
| 2001-2002 | RC Strasbourg (2e)                | 39     | 11 | 6 | 2 |
| 2000-2001 | FC Sochaux-Montbéliard (1er)      | 38     | 11 | 5 | 3 |
| 1999-2000 | Lille OSC (1er)                   | 44     | 14 | 2 | 3 |
| 1998-1999 | AS Saint-Étienne (1er)            | 39     | 10 | 9 | 0 |
| 1997-1998 | AS Nancy-Lorraine (1er)           | 39     | 11 | 6 | 2 |
| 1996-1997 | FC Martigues (3e)                 | 33     | 8  | 9 | 2 |
| 1995-1996 | SM Caen (1er)                     | 39     | 12 | 3 | 4 |
| 1994-1995 | EA Guingamp (2e)                  | 40     | 11 | 7 | 1 |
| 1993-1994 | OGC Nice (1er)                    | 27     | 10 | 7 | 2 |